# Ulrich Sander (Journalist)

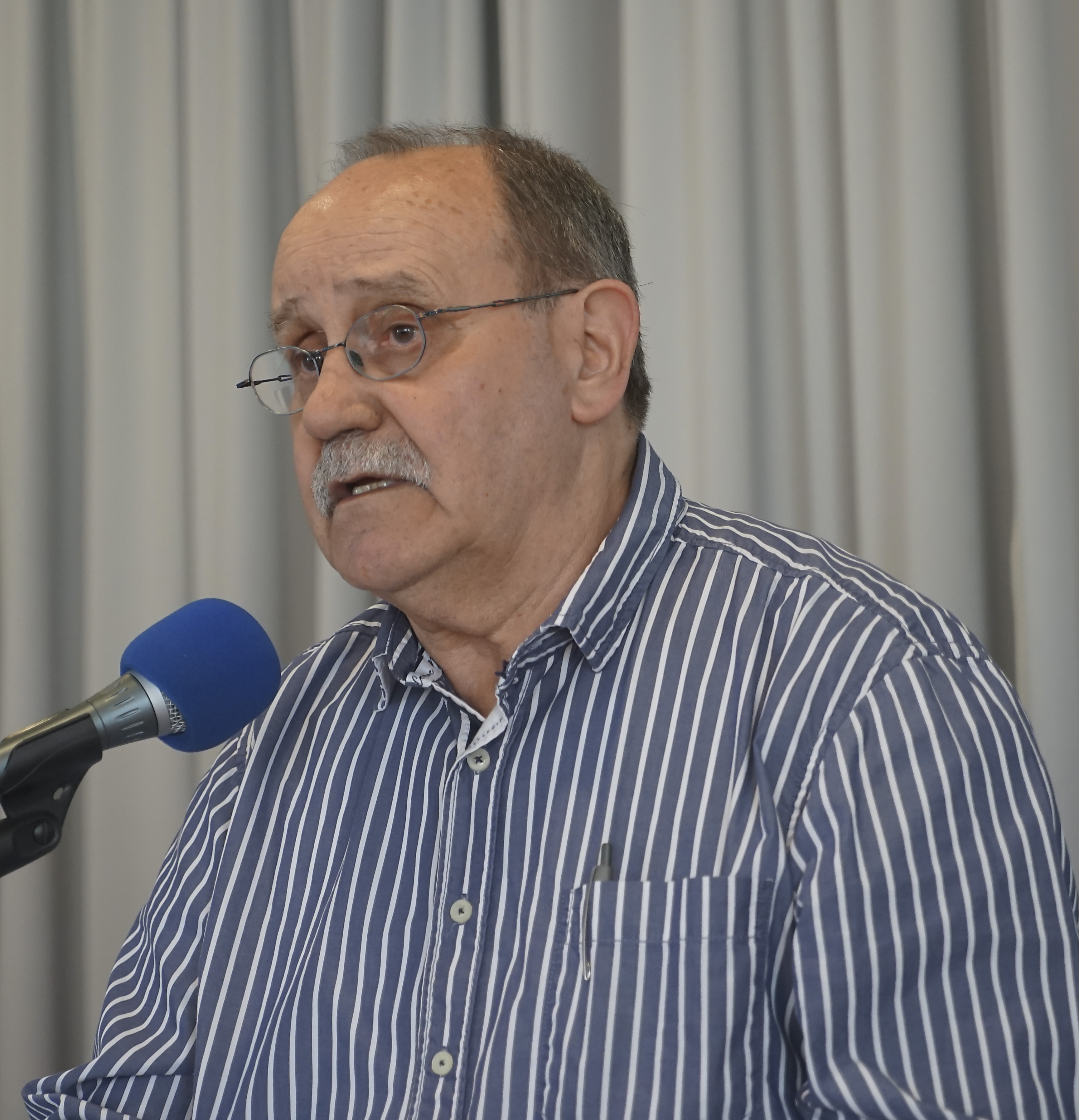
Ulrich Sander

Ulrich Sander (* 11. März 1941 in Hamburg) ist ein deutscher Journalist, Buchautor und war von 2005 bis 2020 Bundessprecher der Vereinigung der Verfolgten des Naziregimes – Bund der Antifaschistinnen und Antifaschisten (VVN-BdA). Von 1978 bis 1990 war Sander Redakteur und stellvertretender Chefredakteur des DKP-Parteiorgans Unsere Zeit in Düsseldorf.

## Leben
Ulrich Sander wurde am 11. März 1941 in Hamburg geboren. Seine Eltern waren Gerda Sander, geb. Hübner, Küchenhilfe, und Willi Sander (Malergeselle, Straßenbahnfahrer Verwaltungsangestellter). Im Sommer 1943 überlebte die Familie, darunter der Dreijährige, den Hamburger Feuersturm.
Er besuchte von 1947 bis 1950 die Schule am Bullenhuser Damm in Rothenburgsort in Hamburg. Diese Schule war zuvor KZ und Hinrichtungsstätte. Nach dem Realschulabschluss nahm er eine Ausbildung zum Verlagskaufmann beim Hamburger Echo auf. Danach wechselte er 1962 in den Vertrieb der Zeitschrift konkret. Nach seiner Tätigkeit als Verlagskaufmann war er ab 1963 als Journalist tätig. Von 1963 bis 1967 arbeitete er als Redakteur des JW-Jugendinformationsdienstes in Wiesbaden. Seit 1968 lebt er in Dortmund. Von 1968 bis 1972 war er Chefredakteur des Jugendmagazins elan in Dortmund. 1985 veröffentlichte er eine Biographie des Hamburger Widerstandskämpfers Helmuth Hübener und 1993 einen Bericht über das Naziverbrechen im Dortmunder Rombergpark 1945.
Von 1998 bis 1999 war Sander Redakteur beim Pressebüro gegen Rassismus in Köln, von 2000 bis 2001 wissenschaftlicher Mitarbeiter zur statistischen Aufarbeitung der NS-Zwangsarbeit beim Heimatverein Lüdenscheid und von 1993 bis 2005 ehrenamtlicher Landesgeschäftsführer der VVN-BdA NRW.
Er war nach 1990 langjähriger freier Mitarbeiter des Neuen Deutschland. Er ist ständiger Mitarbeiter der Weltbühnen-Nachfolgezeitschrift Ossietzky.
Seit Januar 2005 ist er Rentner. Am 2. Juli 2025 wurde in Dortmund eine Filmbiographie über Traute und Ulrich Sander mit dem Titel „Lebensmotto: Frieden und Antifaschismus“ uraufgeführt.
Sander ist verheiratet, hat zwei Söhne und drei Enkelkinder.

## Politisches Leben
Sander war 1958 Mitbegründer der antifaschistischen Geschwister-Scholl-Jugend in Hamburg, 1960 Mitorganisator des ersten deutschen Ostermarsches.
Im Dezember 1961 wurde Sander Mitglied der seit 1956 verbotenen KPD, 1968 war er Mitbegründer der SDAJ, ab 1968 ebenso Mitglied der DKP. Später wurde er auch Mitglied der Partei Die Linke.
1959 wurde er Mitglied der Vereinigten Arbeitsgemeinschaft der Naziverfolgten Hamburg, 1977 Mitglied der VVN-BdA. 1988 war Sander Mitbegründer der Initiativgruppe für die Rehabilitierung der Opfer des Kalten Krieges. Er ist Sprecher der VVN-BdA-Initiative „Verbrechen der Wirtschaft“ (zur Kennzeichnung und Entlarvung der Tätigkeit der ökonomischen Eliten in der NS-Zeit). Er erforscht die Nazi-Verbrechen in der Kriegsendphase (Todesmärsche, Massaker im Deutschen Reich u. a.) und publiziert darüber.
Von 2005 bis 2012 war er Landessprecher der VVN-BdA in Nordrhein-Westfalen.
Er war von 2005 bis 2020 Bundessprecher der Vereinigung der Verfolgten des Naziregimes – Bund der Antifaschistinnen und Antifaschisten. Gegen seine Erwähnung in Berichten des Verfassungsschutzes in dieser Funktion, so etwa in Bayern 2017, wehrte sich Sander publizistisch und juristisch. Nach eigenen Angaben erfolgreich, denn seit 2020 wird er dort nicht mehr erwähnt.

## Werke (Auswahl)
- Axel Springer als Erzieher der Jugend. Umfrage, Report und Dokumentation über die Konzentration der Jugendpresse und über die Situation im Bereich der Jugendzeitschriften. Sander, Wiesbaden 1967.
- Jugend und Klassenkampf – oder Antikapitalistische Jugendarbeit heute (gemeinsam mit Wilhelm Schwettmann), Weltkreisverlag, Dortmund 1972.
- Iran zwischen Februar und Frühling (zusammen mit Jürgen Pomorin), Neuss, 1979, ISBN 3-88501-018-6.
- Für Wahrheit und Gerechtigkeit. Helmuth Hübener. Reihe Christ in der Welt, Heft 59. Union Verlag Berlin, Ost-Berlin 1985.
- Die verdrängte Schuld in diesem unseren Lande: Opfer des Kalten Krieges bis zum heutigen Tag. In: Unsere Zeit aktuell: Das Thema: Die verdrängte Schuld der Republik (Hrsg. von Unser Zeit, Zeitung der DKP), Düsseldorf o. J. (wahrscheinlich 1988) (online).
- Mord im Rombergpark. Tatsachenbericht. Grafit Verlag, Dortmund 1993, ISBN 978-3-89425-900-6.
- SchwarzBraunBuch. Der alternative Verfassungsschutzbericht (zusammen mit Anne Rieger). Pahl-Rugenstein Verlag, Bonn 1995, ISBN 978-3-89144-211-1.
- Szenen einer Nähe. Nach dem großen Rechtsum bei der Bundeswehr. Pahl-Rugenstein Verlag, Bonn 1998, ISBN 978-3-89144-258-6.
- Gegen eine neue Art der Auschwitz-Lüge. Echo auf den Offenen Brief an die Minister Scharping und Fischer (hrsg. mit Peter Gingold). Eigenverlag, Frankfurt am Main 1999 (online).
- Die Bundeswehr im Kriegseinsatz. Der dritte Feldzug gegen Serbien (Hrsg. von der Vereinigung der Verfolgten des Naziregimes – Bund der Antifaschistinnen und Antifaschisten). Berlin 1999.
- Jugendwiderstand im Krieg. Die Helmuth-Hübener-Gruppe 1941/42. Pahl-Rugenstein Verlag, Bonn 2002, ISBN 978-3-89144-336-1.
- Freispruch in eigener Sache. In: Ralph Klein, Regina Mentner, Stephan Stracke (Hrsg.): Mörder unterm Edelweiß. Dokumentation des Hearings zu den Kriegsverbrechen der Gebirgsjäger. Papyrossa Verlag, Köln 2004, ISBN 978-3-89438-295-7.
- Die Macht im Hintergrund. Militär und Politik in Deutschland von Seeckt bis Struck. Papyrossa Verlag, Köln 2004, ISBN 978-3-89438-287-2.
- Eine Mordstruppe – Zur Auseinandersetzung zwischen dem völkisch-militaristischen Kameradenkreis und der VVN-BdA (hrsg. von der Vereinigung der Verfolgten des Naziregimes – Bund der Antifaschistinnen und Antifaschisten), Berlin 2009 (online)
- Mörderisches Finale. NS-Verbrechen bei Kriegsende (hrsg. vom Internationalen Rombergparkkomitee). Papyrossa Verlag, Köln 2008, ISBN 978-3-89438-388-6 (erweiterte Ausgabe 2020).
- Von Arisierung bis Zwangsarbeit. Verbrechen der Wirtschaft an Rhein und Ruhr 1933–1945. Papyrossa Verlag, Köln 2012, ISBN 978-3-89438-489-0.
- Der Iwan kam bis Lüdenscheid. Protokoll einer Recherche zur Zwangsarbeit. Papyrossa Verlag, Köln 2015, ISBN 978-3-89438-582-8.
- Es begann nicht mit der Borussenfront. Eine kurze Geschichte des nachhaltigen Nazieinflusses im Nachkriegs-Dortmund (hrsg. von der Vereinigung der Verfolgten des Naziregimes – Bund der Antifaschistinnen und Antifaschisten). Dortmund 2015 (online).
- Die Faust nicht nur in der Tasche ballen – Ein Willi Hoffmeister Buch (hrsg. Ulrich Sander und Felix Oekentorp), Neue Impulse Verlag, Essen, 2022, ISBN 978-3-00-072495-4.
- Copyright by Ossietzky – Erkanntes und Erlebtes in 25 Jahren Mitarbeit an der Weltbühnen-Nachfolgerin, Verlag Ossietzky GmbH, Dähre 2024, ISBN 978-3-944545-31-8. (online)